# Castanheira de Pera
Castanheira de Pera is een plaats en gemeente in het Portugese district Leiria.
De gemeente heeft een totale oppervlakte van 67 km² en telde 3733 inwoners in 2001.

## Geboren
- João Carvalho (9 maart 1997), voetballer